# 20495 Рімавска-Собота
20495 Рімавска-Собота (20495 Rimavská Sobota) — астероїд головного поясу, відкритий 15 серпня 1999 року.
Тіссеранів параметр щодо Юпітера — 3,359.
Назва за містом Рімавска-Собота у південній Словаччині в долині річки Рімава.